# Thomas Thynne (Politiker, vor 1566)

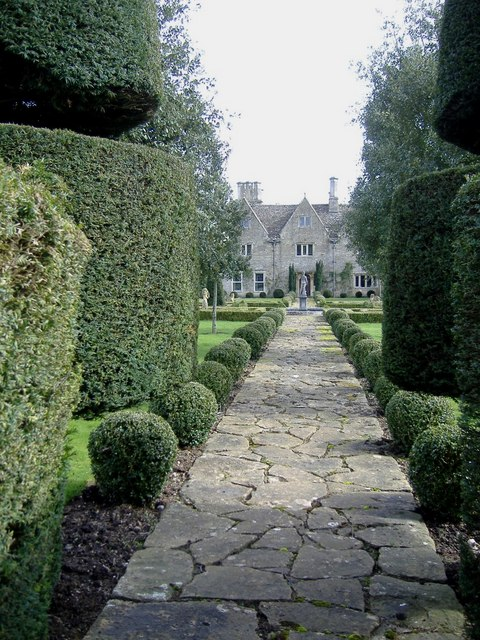
Das von Thynne um 1600 erworbene Biddestone Manor

Thomas Thynne (* vor 1566; † 1625) war ein englischer Politiker.
Thomas Thynne entstammte der englischen Familie Thynne. Er war der dritte Sohn von Sir John Thynne und dessen ersten Frau Christian Gresham. Sein älterer Bruder John erbte nach dem Tod ihres Vaters 1580 dessen umfangreichen Besitzungen in Südwestengland. Bei der Unterhauswahl von 1593 wurde Thomas, wahrscheinlich auf Betreiben seines Bruders, als Abgeordneter für die Kleinstadt Heytesbury in Wiltshire gewählt. Bei der Wahl von 1597 kandidierte er nicht erneut. 1602 erwarb er Biddestone Manor in Biddestone St Nicholas im nördlichen Wiltshire. Dort heiratete er um 1600 eine der beiden unverheirateten Töchter des 1595 verstorbenen Thomas Erneley aus Brembridge, wobei nicht bekannt ist, ob er Ann oder Dorothy geheiratet hatte. Thynne hatte mit seiner Frau zwei Söhne und drei Töchter, darunter 
- Henry Thynne
- Thomas Thynne

Daneben hatte er nachweislich einen unehelichen Sohn, Thomas Glanfield. Sein Erbe wurde sein ältester Sohn Henry.